# Borgherre
Borgherre är en gammal äppelsort med osäkert ursprung, vissa hävdar Holland, andra hävdar Tyskland. Äpplet är relativt stort, dess skal är av en grön och röd färg och köttet är fast, tjockt och syrligt. Äpplet mognar i november och håller sig vid lagring till februari. Borgherre är triploid. Borgherre pollineras av bland annat Cox Orange, Filippa, James Grieve och Wealthy och odlas i Sverige gynnsammast i zon 1-3. Äpplet passar bra i köket. Borgherre försvann från de svenska plantskolekatalogerna omkring år 1930.